# 一売三找
一売三找（いちばいさんそう）は找洗とも称し、清朝統治時代の台湾に存在した特殊な商業取引形態である。一般に漢族と台湾原住民（平埔族を含む）間で契約された土地売買に用いられた。
17世紀、清朝により台湾の統治が開始されると、大量の移民が中国から台湾へ移民した。清朝は数度にわたり移民を禁止したが、多くの漢人が台湾に移民し原住民より土地を購入し開墾を進めた。土地売買の契約がなされた後、売主である原住民が開墾された耕地に対し販売価格の不足を唱えた場合、また土地を売買した後に経済的に困窮した後に買主である漢人に対し追加代金を要求する場合があり、これらの追加金額に関する契約を「洗」という文字で表した。
これは清朝が原則として漢人による台湾原住民からの土地購入を認めていないためその保護が受けられないために、「洗」契約は一般的な事例となり多くの成約が確認されている。またこの「洗」契約は原住民が直接買主に対し要求する以外に、転売先に要求することもあった。具体的には甲が乙に土地を売り、乙が更に丙に土地を転売した場合、甲は丙に対し「洗」契約を求めることができた。この複雑な商習慣から一売三找と称されるようになり、台湾に於ける特殊な商習慣として成立するに至った。
清律では一売三找は売買或いは抵当関係と見做され曖昧な扱いであった。契約上の争議を防止する観点より一売三找は次第に廃れ、清末における土地の売買契約には「永不找」と明記されるようになった。

## 参考資料
- 洪麗完 『台湾中部平埔族群古文書研究与導読：道卡斯族崩山八社与拍瀑拉族四社』（2002年）